# Karel Knesl
Karel Knesl (né le 8 avril 1942 à Pustiměř et mort le 3 septembre 2020 à Prague) est un footballeur international tchécoslovaque. Il participe aux Jeux olympiques d'été de 1964, remportant la médaille d'argent avec la Tchécoslovaquie.

## Biographie

### En club
Karel Knesl joue en faveur du Dukla Prague puis du Slavia Prague. Il remporte avec le Dukla trois championnats de Tchécoslovaquie et deux Coupes de Tchécoslovaquie.
Au sein des compétitions européennes, il joue quatre matchs en Coupe des clubs champions, et trois en Coupe des villes de foires. Il dispute les quarts de finale de la Coupe des clubs champions en 1964.

### En équipe nationale
Karel Knesl reçoit une seule sélection en équipe de Tchécoslovaquie, le 18 mai 1966, en amical contre l'Union soviétique (défaite 1-2 à Prague).
Il participe avec l'équipe olympique aux Jeux olympiques d'été de 1964 organisés à Tokyo. Lors du tournoi olympique, il ne joue qu'un seul match, contre la RDA.

## Palmarès

### équipe de Tchécoslovaquie
- Jeux olympiques de 1964 :
  -  Médaille d'argent.

### Dukla Prague
- Championnat de Tchécoslovaquie :
  - Champion : 1963, 1964 et 1966.
- Coupe de Tchécoslovaquie :
  - Vainqueur : 1965 et 1966.